# Henrik Bergquist

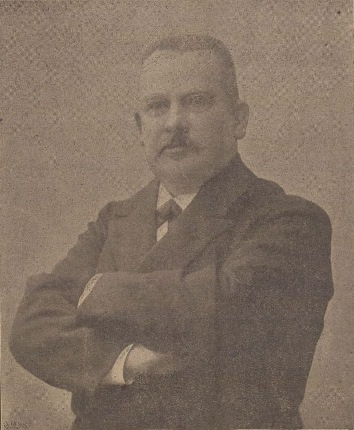
Erik Henrik Bergquist.

Erik Henrik Bergquist, E.H. Bergquist, född 7 juni 1842 i Vänersborg, död 15 maj 1925 i Stockholm, var en svensk industriman.
Bergquist, enligt annan källa född på egendomen Bålnäs i Malexanders socken, fick sin skolunderbyggnad i Vänersborg. Han anställdes som stationsingenjör vid Oxelösund–Flen–Västmanlands Järnväg (OFWJ) 1872 och deltog först i arbetet på sträckan Oxelösund–Nyköping och därefter på sträckan Eskilstuna–Hällefors. I juli 1875 anställdes han vid Bergviks Sågverks AB, senare Bergvik och Ala AB, som skogsförvaltare och byggnadsingenjör och bosatte sig då i Ljusdal. Han blev bolagets disponent 1888 och bosatte sig i Bergvik. Han lämnade denna befattning 1900 och bosatte sig i Stockholm.